# Rivière du Seigneur
Pour les articles homonymes, voir Seigneur (homonymie).
La rivière du Seigneur est un affluent de la rive nord-ouest du fleuve Saint-Laurent, dans la municipalité des Éboulements, dans la municipalité régionale de comté (MRC) de Charlevoix, dans la région administrative de la Capitale-Nationale, dans la province de Québec, au Canada.
La partie supérieure de cette petite vallée est accessible par le chemin du rang Sainte-Marie et par le chemin du rang Sainte-Catherine. La partie inférieure est desservie par la route du Port qui remonte la vallée et la route du Fleuve qui est parallèle à la rive du fleuve. La sylviculture et l'agriculture constituent les principales activités économiques de cette vallée.

## Géographie
La rivière du Seigneur débute à la confluence de la rivière Armand-Jude dans le nord-ouest des Éboulements et coule sur environ 10 km vers le sud jusqu'à sa confluence avec le fleuve Saint-Laurent.
La rivière du Seigneur se déverse dans la Baie des Éboulements, sur la rive nord de l'estuaire du Saint-Laurent, dans le hameau Les Éboulements-Centre. 

## Toponymie
La dénomination « Rivière du Moulin » était la forme officielle au Répertoire toponymique de 1969.
Le toponyme « rivière du Seigneur » a été officialisé le 17 août 1978 par la Commission de toponymie du Québec.